# Julián Zugazagoitia

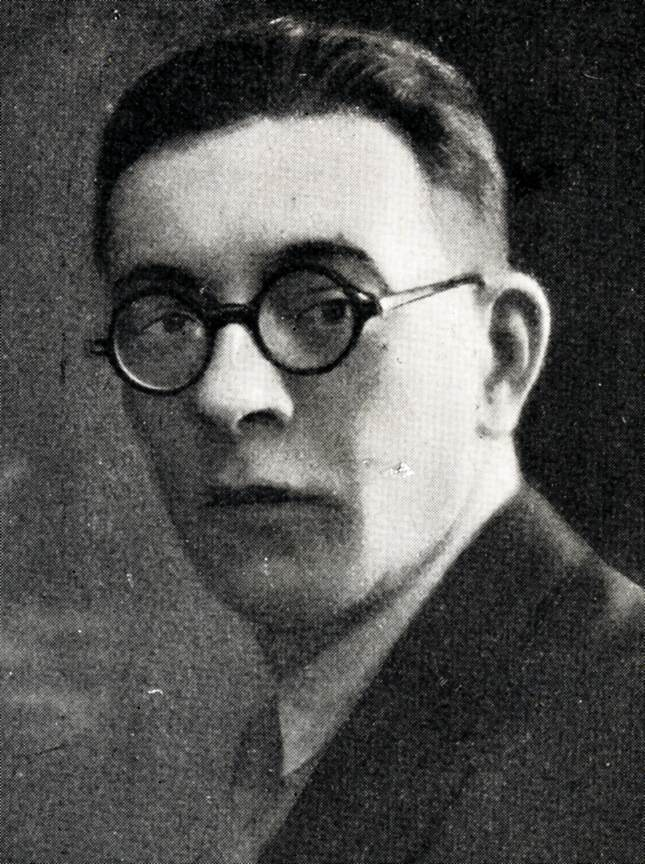
Zugazagoitia năm 1925

Julián Zugazagoitia Mendieta (5 tháng 2 năm 1899, Bilbao – 9 tháng 11 năm 1940, Madrid) là một nhà báo và chính khách Tây Ban Nha.
Ông là đảng viên Đảng Công nhân Xã hội chủ nghĩa Tây Ban Nha, và có mối quan hê thân thiết với Indalecio Prieto và thành viên ban biên tập tờ El Socialista trong những năm giữa thập niên 1930. Trong những tuần đầu tiên của Nội chiến Tây Ban Nha, ông đã viết các bài báo phản đối paseos và tố cáo các nhà tù bí mật của người vô trị và cộng sản (checas). Tháng 5 năm 1937, ông được Thủ tướng Juan Negrín bổ nhiệm làm Bộ trưởng Nội vụ Đệ Nhị Cộng hòa Tây Ban Nha. Vì vụ bắt cóc và giết chết Andreu Nin, ông đã cách chức Tổng tướng An ninh, Antonio Ortega và đe dọa từ chức bộ trưởng.
Ông bị cách chức và thay thế vào tháng 5 năm 1938, nhưng tháng 4 năm 1938, ông lại được bổ nhiệm làm Bộ trưởng Bộ Quốc phòng. Sau chiến tranh, ông trốn sang Pháp, nhưng bị bắt bởi lực lượng Gestapo năm 1940, bị bàn giao cho Tây Ban Nha và xử tử. Ở Pháp, ông đã viết một cuốn sách lịch sử về Nội chiến Tây Ban Nha: Historia de la guerra en España, được xuất bản năm 1940.